# Eisenacher Stadtschloss

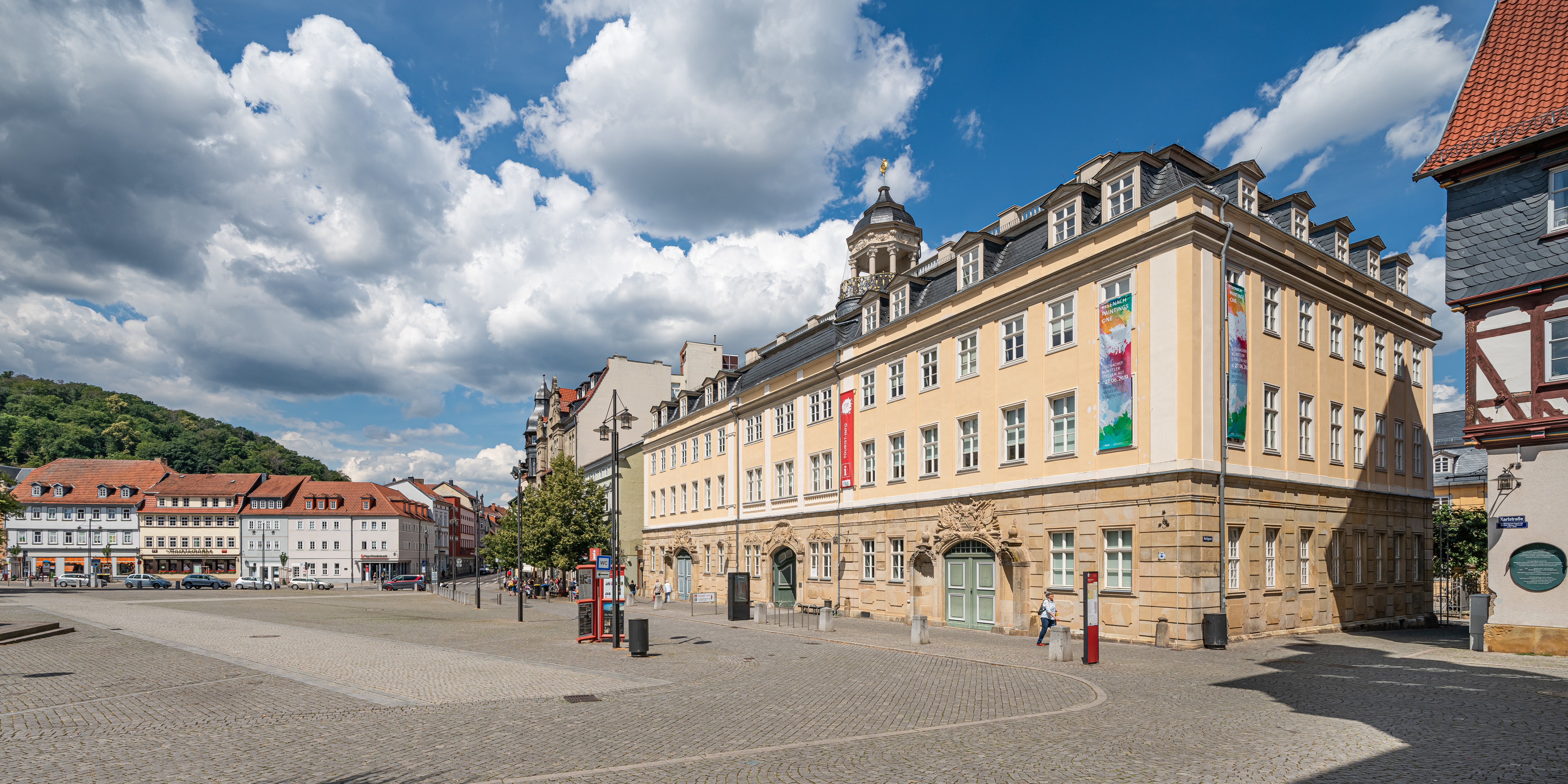
Ansicht von Südosten

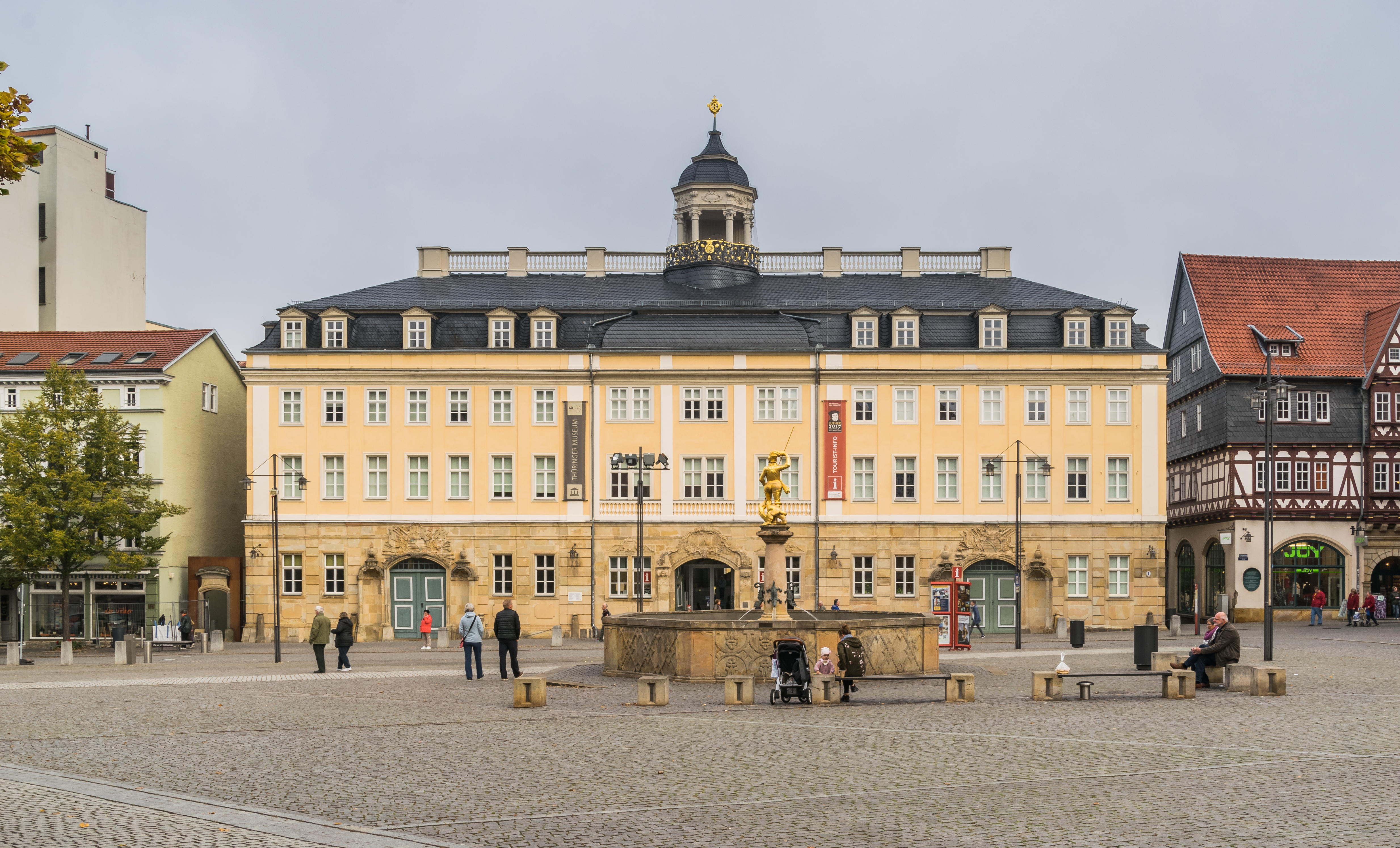
Stadtschloss und Georgsbrunnen, Ansicht von Süden

Das Eisenacher Stadtschloss ist ein Schloss an der Nordseite des Marktplatzes der Stadt Eisenach in Thüringen. Es war Residenz der Herzöge von Sachsen-Eisenach und später eine Residenz der Großherzöge von Sachsen-Weimar-Eisenach. Heute sind dort Büroräume der Stadtverwaltung (Kulturamt), das Stadtarchiv Eisenach (im Nordflügel) und seit 1931 das Thüringer Museum untergebracht.

## Geschichte
Das heutige Stadtschloss verdankt seine Existenz der Überlieferung nach einer unerhörten Begebenheit: Als Anna Sophie Charlotte (1706–1751), eine geborene Markgräfin von Brandenburg-Schwedt, die Witwe des letzten Eisenacher Herzogs Wilhelm Heinrich, des Landes verwiesen wurde und weitere demütigende Gesten des „Erben“ bekannt wurden, befahl sie kurzerhand, das von ihr bewohnte Residenzschloss „bis auf den letzten Nagel“ auszuräumen – zumindest blieb nach der Überlieferung bei ihrem Auszug nicht mehr viel Brauchbares im Gebäude. Von dieser Blamage hochgradig erzürnt, soll Herzog Ernst August den unverzüglichen Abriss des Residenzschlosses angeordnet haben, diesem Wunsch wurde auch ohne Zögern nachgekommen.
Am 20. Januar 1742 traf der Befehl zum Neubau eines Schlosses in Eisenach ein. Zum Bauplatz wurde ein zu diesem Zeitpunkt noch mit sechs Bürgerhäusern bestandenes Areal bestimmt. Der Erwerb der Immobilien gestaltete sich überaus kostspielig, und die Vereinigung der vorhandenen Bausubstanz mit den herzoglichen Ansprüchen scheiterte zunächst. Die Fürstliche Baukommission mit Landesbaumeister Gottfried Heinrich Krohne als leitendem Architekten war für die Konzeption des als „Fürstenhof“ bezeichneten Schlossbaues durch die vorgegebenen Ausmaße, die Übernahme der Fundamente und teilweise der Umfassungsmauern der Bürgerhäuser sowie der zwingenden Vorgabe, nur billiges Baumaterial, Fachwerk, Werkstücke der Alten Residenz – zu verwenden, sehr gehemmt, und die Planung und Umsetzung erfolgte daher nur schrittweise. Durch die vorhandene Bausubstanz, die Beibehaltung ihrer Zwischendecken und tragenden Strukturen war es nur möglich, kleine Räume im Südflügel zu realisieren, welche dem gehobenen Anspruch einer fürstlichen Hofhaltung nicht entsprachen. So entstand 1743 der Plan, einen zusätzlichen Nordflügel für Festräume zu erbauen. Um diese beiden Flügel sinnvoll verbinden zu können, wurde ein westlicher Verbindungsbau in Auftrag gegeben. Er diente vordringlich der im Erdgeschoss vorgesehene Unterbringung des Neuen Marstalls. Der gegenüberliegende Ostflügel, zunächst als Marstall konzipiert, war 1743 eingewölbt worden. Das Ergebnis gefiel dem Herzog jedoch nicht, er ließ deshalb dieses unfertige Gebäude als Wirtschaftstrakt und Gesindewohnbereich vollenden. Dieser Teil des Schlosses wurde 1933 abgerissen.
1744 konzentrierten sich die Arbeiten auf Änderungen der Dachkonstruktion, 1746 erfolgte dabei die Abtragung eines bereits aufgestockten Geschosses wegen statischer Probleme und entdeckter Fäulnis im tragenden Gebälk. Inzwischen wurde auch bereits an der Heizungstechnik gearbeitet, und man bestellte 1745 bei einem Ofenbaumeister einen Satz von 30 eisernen Öfen mit Lasursteinaufsätzen. 1746 wurden für die Treppenhäuser, Pflasterungen und Fassadenteile großformatige Sandsteinquader aus dem Madelunger Steinbruch bestellt. Im Festsaal wurden 1747 großformatige geschliffene Kristallspiegel und zwei vergoldete Kronleuchter eingebaut. Im Herbst desselben Jahres wurde der Marstall weitgehend fertiggestellt. Das neue Obergeschoss des Südflügels, drei Zimmer mit ihren Alkoven und Ofennischen sowie der davor liegenden Galerie wurde ebenfalls 1747 als fertig bezeichnet, obwohl in den meisten Räumen weder Türen noch Fenster eingesetzt waren. Mit der erforderlichen Dachentwässerung wurde erst 1748 begonnen, hierfür mussten am Dach Gerinne angebracht werden, zwölf kupferne Schläuche montiert und ein unterirdisches Abzugssystem rings um das Schloss angelegt werden. Nachdem der Innenhof zunächst unbefestigt und zum Teil mit Zierbeeten bedeckt gewesen war, entschloss man sich 1756 zur Pflasterung des Hofes.
Das heutige Aussehen des Stadtschlosses war mit der Vollendung der marktseitigen Fassade 1748 hergestellt. Im selben Jahr verstarb der Bauherr.

„Als diese Fassade etwa 1748 fertig war, präsentierte sie sich mit einem durch einen Pavillon gekrönten Mittelrisaliten, dessen Steingiebel mit drei Vasen verziert war. Die Verbindung vom Sockel zum ersten Geschoß bildete eine Balustrade, wie auch das Dach durch eine vorgeblendete Balustrade vom Baukörper optisch getrennt war. Die weitere Fassadengliederung mit Lisenen, Kapitellen, Fensterbrüstungen und Stuckornamenten wurde durch eine gelbweiße Farbgebung neben der Naturfarbe der Werksteine betont. 1756 wurden die Stuckaturen erneuert und am Ende des 18. Jahrhunderts wegen Beschädigung abgeschlagen und an Stelle der Pilasterkapitelle Rosetten aufgesetzt.“

Nach dem Tode Krohnes und des Herzogs vollendete August Friedrich Straßburger die Anlage in den 1750er-Jahren.
Das Eisenacher Stadtschloss blieb bis 1918 der repräsentative Rahmen der herzoglichen Hofhaltung in Eisenach.

## Bauliches
Beim Stadtschloss handelt es sich um eine spätbarocke, ursprünglich vierflügelige Anlage, deren Südfassade direkt auf den Eisenacher Marktplatz weist. Das dreigeschossige Gebäude wird hier von einer kleinen hölzernen Kuppel bekrönt. Im Nordflügel befindet sich ein Festsaal, der eine Fläche von 120 Quadratmetern hat und sich über zwei Geschosse erstreckt. Die dortigen Stuckaturen stammen von Krohne aus der Zeit zwischen 1745 und 1747. Mit dem bis auf die hölzernen Einbauten und Pflasterflächen weitgehend original erhaltenen Marstall, einem ursprünglich als Pferdestall genutzten Raum, besitzt das Schloss ein weiteres hochwertiges Architekturdetail.